# Eria carolettae
Eria carolettae là một loài thực vật có hoa trong họ Lan. Loài này được Hance mô tả khoa học đầu tiên năm 1877.